# Szalmabábérvelés
A szalmabábérvelés olyan érvelési hiba, mikor az egyik vitapartner, a racionális vita szabályait megsértve a másik vitapartner torzított álláspontját támadja.
A torzított álláspont általában nagyon hasonlít az eredetire, azonban jóval gyengébb, leegyszerűsítettebb annál. A torzított állítást a vitapartner, mivel az sokkal könnyebben támadható és sokkal nehezebben védhető, hatásosan támadhatja, annak látszatát keltve, hogy az eredeti állítást cáfolta meg. A szalmabábot használó vitázó ezekben az esetekben akár a közönséget is megnyerheti, ha a leegyszerűsített álláspont valami elrettentő (pl: gazdasági katasztrófa). A szalmabábérvelés súlyos veszélyt jelent a racionális vita további menetére: az a vitapartner, akinek álláspontját torzították, könnyen abba a hibába eshet, hogy az elferdített állítást kezdi védeni, amely gyengesége miatt rendkívül nehéz és a vita szempontjából értelmetlen.  A vitapartnert teljesen összezavarhatja az érvelési hiba után kialakuló szituáció, jogtalan előnyhöz juttatva partnerét.
Az érvelési hiba elnevezésében a szalmabáb szó metafora. Arra utal, hogy az eredetileg erős érvet (izmos figurával ábrázolva) gyengítünk egy könnyen püfölhető, védtelen figurára (szalmabáb).
Kapcsolódó fogalom a démonizálás, ahol nem az ellenfél érvét, hanem az ellenfél személyét támadjuk eltorzított és alaptalan vádakkal, például megvádoljuk azzal, hogy amit képvisel, az a közösséget romlásba taszítja. Ebben az esetben a vitában nem a mondandón van a hangsúly, hanem azon, aki az állításokat teszi. A formális viták egyik alapja, hogy sosem az számít, aki az érvet elmondja, hanem a mondandó maga. A szándékosan félrevezető érvelő erről akarja elterelni a szót, mert számára így egyszerűbb.

## Struktúrája
1. Az első személy X-et állít.
2. A második személy Y állításra válaszol, ami nem hangzott el, de összeköthető az X-szel; Mintha az Y és az X azonos lenne, de nem így van.

Az ilyen érvelés téved a relevancia szempontjából: ahelyett, hogy az eredeti állitásról beszélne, téves módon vesz fel egy ellentétes állást. Téves módon, mert egy nem létező állitással vitatkozik és ez azért megtévesztő mert a nemlétező állitással szemben ellenérve valid, gyakran akár triviális.
Például:
- idézni a másik szavait kontextusból kiragadva és egy könnyen támadható - de eddig eddig fel nem merült - narrativa ellen érvelni, ami tartalmazza a vitapartner eredeti szavait ebben a hamis, kreált környezetben
- bemutatni valakit, aki gyengén védi az állítást, mint a védő, aztán megtagadja az állitásait - ez azt a látványt kelti, hogy minden támogató le lett győzve.
- leegyszerűsíti az ellenfél állításait, és ezeket az egyszerűsített verziókat támadja

## Kivédése
Teljesen tisztában kell lenni, hogy mennyire erős az állításunk, illetve, hogy mi mellett érvelünk pontosan. Álláspontunkat világosan, közérthetően kell  megfogalmaznunk. Ha észleljük a szalmabábérvelési hibát, rá kell mutatni, hogy a másik vitapartner valójában nem az eredeti állítást támadja, ezért ez a vitát tekintve irreleváns.

## Példák
I. példa
A: Szerintem nem jó, hogy a gyerekek a forgalmas autóutakon játszanak.
B: Én azt gondolom, butaság lenne egész napra bezárni a gyerekeket.
"B" azt sugallja, hogy "A" álláspontja szélsőségesebb, mint amilyen valójában, és ezzel "B" kitért az eredeti kérdés elől. A szalmabáb, amit felállított, az alábbi premissza: „Ha meg akarjuk akadályozni, hogy a gyerekek forgalmas utakon játsszanak, annak az egyetlen módja, ha egész napra bezárjuk őket”, ami egyáltalán nem "A" álláspontja.
II. példa
C: Szerintem legalizálnunk kéne a marihuánafogyasztást.
D: Nem! Az a társadalom, melyben korlátlan hozzáférés kínálkozik bármilyen droghoz, menthetetlenül elveszíti a munkamorálját.
Az eredeti javaslat a marihuána legalizációja volt. "D" ezt túlozta el a sokkal nehezebben védhető „korlátlan hozzáférés”-ig.
„Egyes régészeket persze ez nem akadályoz meg abban, hogy merészen és magabiztosan kijelentsék, ezek a romok pedig háromezer évesek. Ez az időpont egypár cserépfigura megállapított korából datálódik, amelyek viszont egyáltalán nem lehetnek egyidősek a hatalmas monolitokkal. De hát a kényelmes megoldás ez: összeragasztunk egypár öreg cserepet, összehasonlítjuk más hasonló kultúrák hasonló darabjaival, a restaurált darabokra ráragasztunk egy címkét és – hókuszpókusz! – minden egy csapásra kitűnően beleillik a kipróbált gondolati modellbe. Ez a módszer persze összehasonlíthatatlanul egyszerűbb, mint a zavarba ejtő ősi technika elképzelése, vagy akár egy olyan vélekedés megkockáztatása, hogy valamikor, az »idők méhében« egy űrhajó járt a Földön. Ez csak fölöslegesen komplikálná a tudományos teóriát.” - Erich von Däniken: A jövő emlékei, 28. o.